# جان سی. کلهون
جان سی. کَلهون (به انگلیسی: John Caldwell Calhoun) (۱۸ مارس ۱۷۸۲ – ۳۱ مارس ۱۸۵۰) سیاستمدار و نظریه‌پرداز سیاسی آمریکا در نیمهٔ اول قرن نوزدهم بود. کلهون که اهل کارولینای جنوبی بود حرفهٔ سیاسی خود را به عنوان یک ملی‌گرا، مدرنیست و حامی دولت ملی نیرومند و تعرفه‌های حمایتی آغاز کرد. پس از ۱۸۳۰، دیدگاه‌های او دگرگون شد و او بیشتر حامی حقوق ایالات، دولت محدود، ابطال و تجارت آزاد شد؛ زیرا آنها را تنها شیوهٔ حفظ اتحاد می‌دانست. او بیش از همه به دلیل حمایت اصلی و شدیدش از برده داری به عنوان خیری مثبت، بی‌اعتمادی اش به اکثریت گرایی و سوق دادن جنوب به سوی جدایی از اتحاد مشهور است.
وی در سال ۱۸۳۲ تا ۱۸۳۷٫۱۸۳۷ تا ۱۸۴۳ و ۱۸۴۵ تا ۱۸۵۰ میلادی سناتور ایالت کارولینای جنوبی در سنای ایالات متحده آمریکا بود.
کالهون رابطه سختی با جکسون داشت، عمدتاً به دلیل بحران لغو و رابطه Petticoat. برخلاف ناسیونالیسم قبلی خود، کالهون از حق کارولینای جنوبی برای لغو قوانین تعرفه‌های فدرال که به اعتقاد او به‌طور ناعادلانه به نفع شمال بود، حمایت کرد، که او را با اتحادیه گرایانی مانند جکسون در تضاد قرار داد. در سال ۱۸۳۲، تنها چند ماه به دوره دوم ریاست جمهوری خود باقی بود، کالهون از معاون رئیس‌جمهور استعفا داد و وارد مجلس سنا شد. او در سال ۱۸۴۴ به دنبال نامزدی حزب دموکرات برای ریاست جمهوری بود اما با شکست دادن نامزد جیمز کی پولک، برنده انتخابات عمومی شد. کالهون از سال ۱۸۴۴ تا ۱۸۴۵ به عنوان وزیر امور خارجه در زمان جان تایلر، رئیس‌جمهور آمریکا بود و در این نقش از الحاق تگزاس به عنوان وسیله ای برای گسترش قدرت برده حمایت کرد و به حل اختلاف مرز اورگان با انگلیس کمک کرد. کالهون به مجلس سنا بازگشت، جایی که با جنگ مکزیک و آمریکا، ویلموت پروویسو و سازش ۱۸۵۰ قبل از مرگ در سال ۱۸۵۰ مخالفت کرد. او اغلب به عنوان یک مستقل مجازی خدمت می‌کرد که در صورت نیاز با دموکرات‌ها و ویگ‌ها هماهنگ بود.